# Русанова Ірина Петрівна
Русанова Ірина Петрівна (*22 квітня 1929 р., Москва — †22 жовтня 1998 р., Москва) — російський археолог-славіст, доктор історичних наук, працювала у відділі слов'яно-руської археології Інституту археології АН СРСР (потім Інституту археології РАН). Дружина українського археолога Бориса Онисимовича Тимощука (від 1970-х років).

## Біографія
Народилася в родині священика дворянського походження
У 1947 р. завершила навчання в школі м. Москва, вступила на математичний факультет МДУ, а за рік перевелася на історичний факультет (кафедра археології), який закінчила у 1953 році. Одразу тоді ж вступила на аспірантуру і стала ученицею Третьякова П. М.. Тема її кандидатської дисертації була присвячена древлянам. По завершенню аспірантури працювала в Інституту археології РАН молодшим науковим співробітником.
З 1959 р. вела самостійні дослідження на Поліссі.
Більшість досліджень провела на території Західної України (зокрема, у рамках Прикарпатської експедиції РАН) та Житомирщини.
1974 р. — невдовзі після знайомства з Б. Тимощуком вони провели спільну експедицію з дослідження двох слов'янських поселень V століття в Кодині (на р. Прут).
Монографія «Слов'янські старожитності VI—VII ст.» (рос. Славянские древности VI-VII вв.) 1976 року стала фундаментом докторської дисертації.
1984 р. — І. Русанова і Б. Тимощук провели археологічну експедицію в басейні р. Збруч, після чого повідомили про відкриття язичницького Збручанського культового центру XII—XIII століть. Такі висновки викликали несприйняття та критику з боку деяких російських археологів, зокрема, Владислава Даркевича.
Розкопки І. П. Русанової довели, що давні слов'яни густо заселяли береги річки Тетерів.

## Праці
- И. П. Русанова. Языческое святилище на р. Гнилопять под Житомиром. // Культура древней Руси[недоступне посилання з липня 2019]. — М., 1966.
- И. П. Русанова. Славянские древности VI—IX вв. между Днепром и Западным Бугом [Архівовано 23 листопада 2015 у Wayback Machine.]. — М., 1973.
- И. П. Русанова. Славянские древности VI—VII вв.[недоступне посилання з липня 2019]. — М., 1976.
- И. П. Русанова, Б. А. Тимощук. Древнерусское Поднестровье. Историко-краеведческие очерки. — Ужгород: Карпати, 1981.
- И. П. Русанова, Б. А. Тимощук. Роль огня, хлеба и хлебных печей
- И. П. Русанова. Священные колодцы
- И. П. Русанова, Б. А. Тимощук. Славянские святилища на Среднем Днестре и в бассейне Прута. // Сов. археология, 1983, № 4
- И. П. Русанова, Б. А. Тимощук. Кодын — славянские поселения V—VIII вв. на р. Прут. — М., 1984
- И. П. Русанова, Б. А. Тимощук. Збручское святилище. // Сов. археология, 1986, № 4
- И. П. Русанова. Истоки славянского язычества. Культовые сооружения Центральной и Восточной Европы в I тыс. до н. э. — I тыс. н. э. — Черновцы: Прут, 2002
- И. П. Русанова, Б. А. Тимощук. Языческие святилища древних славян. 2-е изд., испр. М.: Ладога-100, 2007. 304 с.

та інші.